# Quartieri di Belfast
I quartieri di Belfast (in inglese: Belfast quarters) sono zone culturali distintive all'interno della città di Belfast, in Irlanda del Nord, le cui identità sono state sviluppate come stimolo al turismo e alla rigenerazione urbana. Questi "quartieri" differiscono dai distretti tradizionali in cui è suddivisa Belfast.
Il sito ufficiale del turismo di Belfast descrive quattro quartieri della città.

## Cathedral Quarter

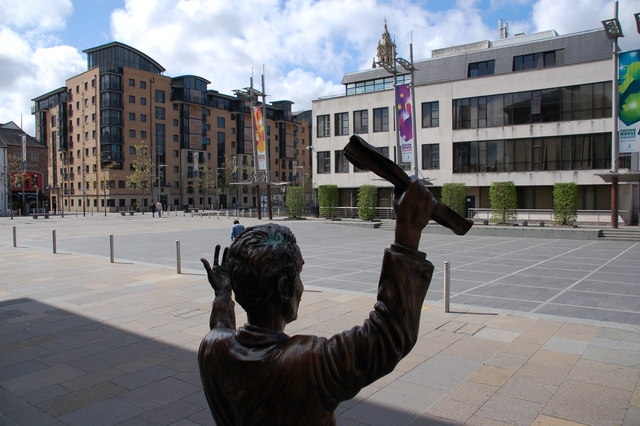
Custom House Square è una delle principali attrazioni culturali del Cathedral Quarter

Il Cathedral Qarter prende il nome dalla cattedrale di Sant'Anna e ha assunto il ruolo di luogo culturale chiave della città. Vanta un festival annuale di arti visive e dello spettacolo. Custom House Square è uno dei principali luoghi all'aperto della città per concerti gratuiti e spettacoli di strada.

## Titanic Quarter

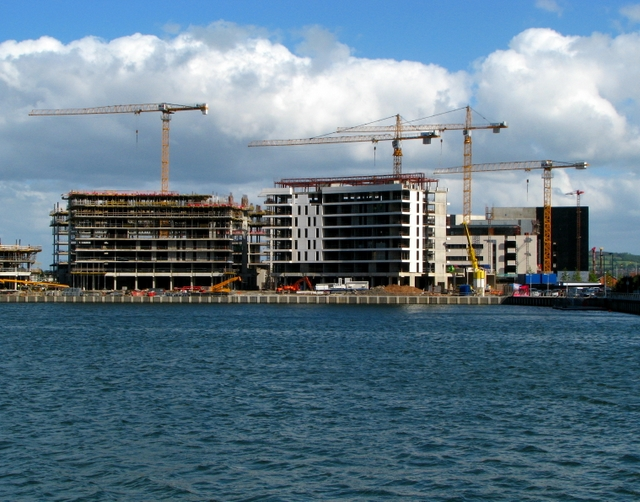
Costruzioni al Titanic Quarter

Il Titanic Quarter copre 75 ettari di terreno bonificato adiacente al porto di Belfast, precedentemente noto come Queen's Island. Prende il nome dal Titanic, che vi fu costruito nel 1912, nell'area sono iniziati i lavori che mirano a trasformare l'ex cantiere navale in "uno dei più grandi sviluppi sul lungomare d'Europa". I piani includono anche nuovi appartamenti, un quartiere dei divertimenti lungo il fiume e un importante museo a tema Titanic. Nel 2012 è stato aperto il nuovo museo sulla storia del famoso transatlantico chiamato Titanic Belfast.
Il Titanic Quarter ospita anche la The SSE Arena Belfast e l'Odyssey Pavilion, un importante complesso di intrattenimento che ha ospitato concerti di artisti come Iron Maiden, Slipknot, Kings of Leon e Muse, oltre a spettacoli comici di Peter Kay e Russell Howard. Ha anche ospitato per la prima volta gli MTV Europe Music Awards il 6 novembre 2011.

## Queen's Quarter

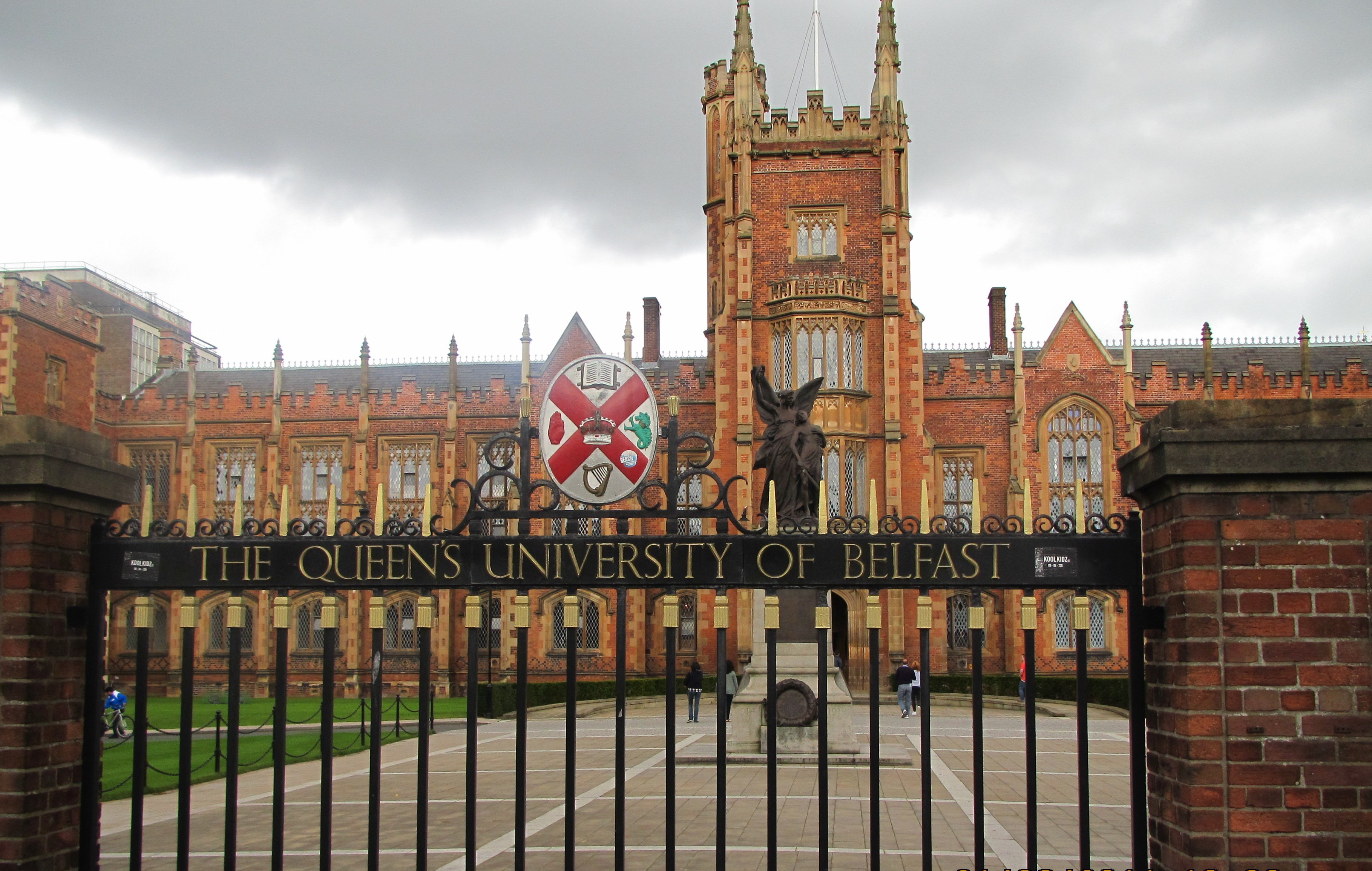
La Queen's University Belfast, il fulcro del Queen's Quarter

Il Queen's Quarter prende il nome dalla Queen's University e si trova a South Belfast, famoso per la sua atmosfera verdeggiante e suburbana nonostante la sua vicinanza al centro città. L'area ha una grande popolazione studentesca e ogni autunno ospita l'annuale Festival di Belfast al Queen's. Ospita anche i giardini botanici e l'Ulster Museum, che sono stati oggetto di ampi lavori di ristrutturazione per diversi anni, riaprendo nel 2009. Il Golden Mile è il nome dato al miglio tra il municipio di Belfast e la Queen's University. Percorrendo Dublin Road, Great Victoria Street, Shaftesbury Square e Bradbury Place, vi sono alcuni dei migliori bar, ristoranti e discoteche della città. Dall'Accordo del Venerdì Santo del 1998, la vicina Lisburn Road è diventata la via dello shopping più esclusiva della città.

## Gaeltacht Quarter
Il Gaeltacht Quarter (in irlandese: An Cheathrú Ghaeltachta) è un'area che va da Castle Street nel centro di Belfast verso ovest lungo Falls Road a West Belfast. Il quartiere promuove, mostra e incoraggia l'uso della lingua irlandese.

## Altri quartieri
- Smithfield and Union Quarter
- Linen Quarter
- Market Quarter
- Library Quarter
- Station Quarter (pianificato)